# Shiva Nazar Ahari
Shiva Nazar Ahari (* 10. června 1984) je íránská aktivistka v oblasti lidských práv, novinářka a bloggerka. Je zakládající členkou organizace Committee of Human Rights Reporters (Výbor reportérů pro lidská práva; CHRR), která se zabývá porušováním lidských práv v Íránu. Za svou činnost na tomto poli byla ve své zemi několikrát uvězněna. Naposledy do vězení nastoupila v roce 2012 k výkonu čtyřletého trestu.

## Věznění
- 14. června 2009 – 23. září 2009. Třiatřicet dní z této doby strávila na samotce.
- 21. prosince 2009 – 12. září 2010. Tehdy byla obviněna ze „zločinného spolčení“, „propagandy proti státnímu zřízení“, „nepřátelství k Bohu“ a „narušování veřejného pořádku“. Výrok revolučního tribunálu pak očekávala na svobodě.[1]
- 8. září 2012 nastoupila k výkonu čtyřletého trestu. Odsouzena byla za protivládní propagandu a plány namířené proti národní bezpečnosti. Součástí trestu bylo i 74 ran bičem.[2]

O její propuštění usilují např. organizace Reportéři bez hranic nebo PEN klub.

## Ocenění
Cena Theodora Haeckera (2011) – za „odvážné internetové reportáže o porušování lidských práv"